# Fritz Kleiner

Fritz Kleiner

Fritz Kleiner (* 6. Mai 1893 in Beuthen; † 8. Oktober 1974 in Stuttgart) war ein deutscher Politiker (DNVP). Er gehörte von 1929 bis 1938, bis auf wenige Monate im Jahr 1932, dem Reichstag an.
Kleiner besuchte die Mittelschule und die Oberrealschule in Kattowitz und studierte anschließend Jura und Staatswissenschaften an den Universitäten Halle, München und Breslau, wo er auch promovierte. In Breslau trat er der akademischen Turnerschaft Suevia Breslau (heute Landsmannschaft Saxo-Suevia Erlangen) bei. Kleiner war während des gesamten Ersten Weltkrieges als Frontsoldat eingesetzt, zuletzt im Rang eines Leutnants der Reserve im Landwehr-Feldartillerie-Regiment 4.
Ab November 1918 war Kleiner Reichsorganisator der Vereinigten Verbände heimattreuer Oberschlesier. Diese strebten während der Auseinandersetzungen zwischen Polen und dem Deutschen Reich um die staatliche Zugehörigkeit Oberschlesiens einen Verbleib im Deutschen Reich an. Später war Kleiner Hauptschriftleiter der Beuthener Ostdeutschen Morgenpost. Seit 1922 war er Besitzer einer Hoch-, Tief- und Eisenbetonfirma in Beuthen.
Kleiner war bis 1933 als DNVP-Mitglied Stadtverordneter von Beuthen und bis 1932 als Mitglied des oberschlesischen Provinziallandtages tätig. Im Dezember 1929 trat er erstmals für die DNVP in den Reichstag ein, als er für den Abgeordneten Edgar Wolf ins Parlament nachrückte. In den Reichstag wiedergewählt wurde Kleiner schließlich zuerst im Wahlkreis 9 (Oppeln) und bei der Wahl 1936 im Wahlkreis 14 (Weser-Ems). Dem Parlament gehörte er, bis auf wenige Monate im Jahr 1932, als er in der kurzen sechsten Wahlperiode nicht wiedergewählt wurde, auch nach der nationalsozialistischen „Machtergreifung“ bis 1938 an. Da er nicht der NSDAP beitrat, war er ab November 1933 Gast der NSDAP-Fraktion. Kleiner stand 1938 auf der Vorschlagsliste zum Reichstag, erhielt jedoch kein Mandat mehr. Ab Oktober 1933 war er ordentliches Mitglied der Akademie für Deutsches Recht.
Während des Zweiten Weltkrieges geriet er in Kriegsgefangenschaft. Im August 1948 war er Begründer und bis zu seinem Tod auch Vorstandsvorsitzender der Flüchtlings-Wohnungsbau-Genossenschaft (Flüwo) in Stuttgart. Außerdem war er Ratsmitglied der Landsmannschaft der Oberschlesier.

## Ehrungen
- 1952: Verdienstkreuz am Bande der Bundesrepublik Deutschland
- 1968: Verdienstkreuz 1. Klasse der Bundesrepublik Deutschland